# Krzysztof Parliński
Krzysztof Parliński (ur. 20 marca 1940 w Chorzowie) – polski fizyk, profesor doktor habilitowany, specjalista teoretycznej fizyki ciała stałego, profesor Instytutu Fizyki Jądrowej PAN oraz Instytutu Techniki Wydziału Matematyczno-Fizyczno-Technicznego Uniwersytetu Pedagogicznego im. KEN w Krakowie.

## Życiorys
W roku 1962 ukończył fizykę na Uniwersytecie Jagiellońskim, na tej samej uczelni uzyskał także stopień doktora (1966) oraz doktora habilitowanego (1974). W roku 1986 uzyskał tytuł profesorski. Od ukończenia studiów jest pracownikiem naukowym Instytutu Fizyki Jądrowej (pierwotnie PAA, obecnie PAN) w Krakowie. Założyciel i kierownik (w latach 1996-2011) Zakładu Komputerowych Badań Materiałów w tymże instytucie. Autor ponad 240 publikacji naukowych z zakresu fizyki – głównie fizyki fazy skondensowanej, ale także fizyki jądrowej.

## Główne osiągnięcia naukowe
- Opracowanie teorii symetrii w zastosowaniu do faz niewspółmiernych i faz zblokowanych w kryształach
- Sformułowanie teorii funkcji adaptowanych do symetrii stosowanych do opisu kryształów molekularnych czy fulerenów.
- Opracowanie, wspólnie z Yoshiyuki Kawazoe, procedury wyznaczania drgań sieci krystalicznej przy użyciu metod obliczeniowych mechaniki kwantowej. Metoda ta, zwana bezpośrednią (ang. direct method) ma szczególnie szerokie zastosowanie w badaniach układów krystalicznych o znacznej komplikacji takich jak: minerały, nanostruktury, wielowarstwy czy powierzchnie.